# Мищук, Тарас Викторович
Тара́с Ви́кторович Мищу́к (укр. Тара́с Ві́кторович Міщу́к, род. 22 июля 1995, Львов) — украинский гребец на каноэ, бронзовый призёр летних Олимпийских игр 2016 года, чемпион Европы (2015) и бронзовый призёр чемпионата мира (2015) в паре с Дмитрием Янчуком.

## Биография
Тарас Мищук родился 22 июля 1995 года в городе Дубно Ровенской области. Первый тренер — О. О. Павлюк.
В 2015 году окончил Львовское училище физической культуры.
Среди лучших спортивных достижений — второе и пятое места на чемпионате Европы среди юниоров (Познань, Польша, 26—30 июня 2013); третье место на чемпионате мира среди юниоров (Уэлланд, Канада, 1—4 августа 2013) первое место на чемпионате Европы по гребле на байдарках и каноэ среди молодёжи в возрасте до 23 лет (Монтес-Эн-Ювелинес, Франция, 26—29 июня 2014). За свои спортивные успехи несколько раз признавался львовской прессой лучшим спортсменом месяца.
Завоевал право выступления в составе национальной сборной Украины в первых в истории международного спорта Европейских играх, которые прошли с 12 по 28 июня 2015 года в городе Баку (Азербайджан).

## Награды
- Орден «За заслуги» III степени (4 октября 2016) — за достижение высоких спортивных результатов на ХХХІ летних Олимпийских играх в Бразилии, проявленные самоотверженность и волю к победе[5]